# 시신기증
시신기증이란 해부학 교육과 연구를 위하여 유언이나 유가족의 뜻에 따라 시신을 기증하는 것을 말한다. 시신은 사망 후 방부처리를 한후 해부하게 된다.

## 나라별 현황

### 한국
한국에서는 본인이 서명 날인한 유언장, 가족동의서, 유언인과의 가족관계를 증명하는 서류, 증명사진 등이 필요하다.

## 같이 보기
- 장기이식